# Stenocorus caeruleipennis
Stenocorus caeruleipennis là một loài bọ cánh cứng trong họ Cerambycidae.